# Frank Whitson
Frank Whitson (22 de março de 1877 — 19 de março de 1946) foi um ator de cinema norte-americano. Ele apareceu em 66 filmes entre 1915 e 1937.